# Богатов, Анатолий Михайлович
Анатолий Михайлович Богатов — советский хозяйственный и государственный деятель, лауреат Государственной премии СССР за выдающиеся достижения в труде.

## Биография
Родился в 1948 году в Магнитогорске. Член КПСС.
Окончил Магнитогорский индустриальный техникум, МГМИ.
В 1967—1976 годах — подручный сталевара, сталевар, мастер, старший мастер 1-го мартеновского цеха, в 1976—1983 годах — секретарь парткома сталеплавильного пр-ва, в 1983—2008 годах — старший мастер 1-го мартеновского цеха, заграничный специалист-металлург на строительстве Бхилайского металлургического комбината, старший мастер мартеновского и кислородно-конвертерного цехов, мастер по подготовке конвертерного производства Магнитогорского металлургического комбината.
Лауреат премии Ленинского комсомола (1974).
За ускорение освоения проектных мощностей в металлургии был в составе коллектива удостоен Государственной премии СССР за выдающиеся достижения в труде 1975 года.
Жил в Магнитогорске.

## Награды
- Орден Знак Почёта (1974)